# Nicolai Boilesen
Nicolai Møller Boilesen, född 16 februari 1992, är en dansk fotbollsspelare som spelar för FC Köpenhamn. Han spelar främst som vänsterback.

## Klubbkarriär
Boilesen blev utnämnd till Årets unga fotbollsspelare i Danmark (U21) 2011. 
I juli 2022 förlängde Boilesen sitt kontrakt i FC Köpenhamn fram till sommaren 2025.

## Landslagskarriär
Boilesen debuterade för Danmarks landslag den 10 augusti 2011 i en 2–1-förlust mot Skottland.